# Mathilde von Bodenhausen

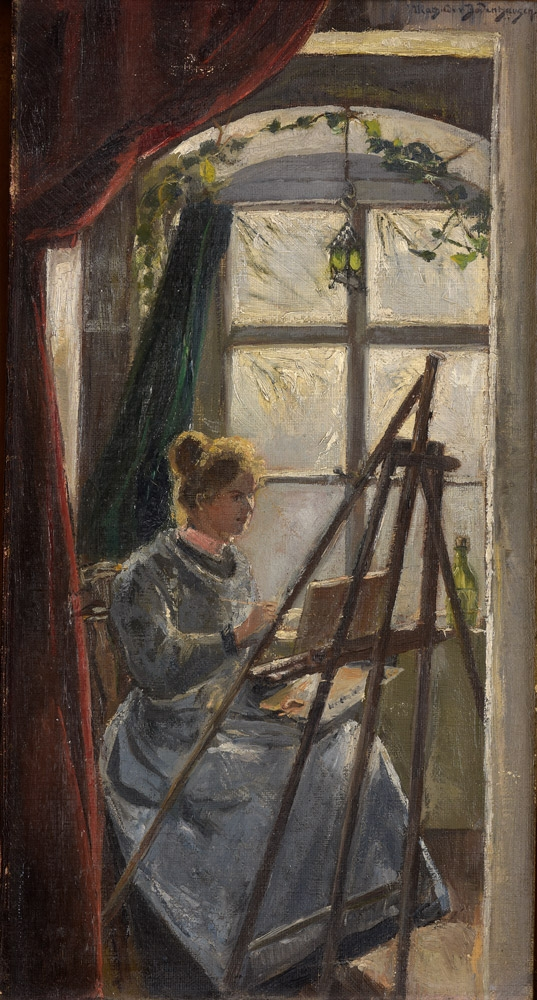
Selbstbildnis an der Staffelei

Mathilde von Bodenhausen (* 28. Mai 1870 in Göttingen; † 24. Januar 1946 in München) war eine deutsche Malerin und Grafikerin.

## Leben
Mathilde Freiin von Bodenhausen erhielt ersten Malunterricht an der Schule des Münchner Künstlerinnenvereins bei Angelo Jank, Max Feldbauer und Theodor Hummel. Anschließend studierte sie in Paris bei dem Impressionisten Henry Jean Guillaume Martin. Nach Reisen nach Italien ließ sie sich 1902 in München nieder und wurde Mitglied des Künstlerinnenvereins. Von Bodenhausen stellte mehrfach im Münchner Glaspalast aus.
Von Bodenhausen malte vor allem Porträts, aber auch Blumenstücke und Landschaften. Außerdem fertigte sie Holzschnitte, Grafiken und Handdrucke.